# Танкаєвка
Танка́євка (рос. Танкаевка) — присілок у складі Нижньоломовського району Пензенської області, Росія.
Населення — 46 осіб (2010; 74 у 2002).
Національний склад станом на 2002 рік:
- росіяни — 54 %
- татари — 45 %